# Lissonota magdalenae
Lissonota magdalenae är en stekelart som beskrevs av Pfankuch 1921. Lissonota magdalenae ingår i släktet Lissonota och familjen brokparasitsteklar. Arten är reproducerande i Sverige. Inga underarter finns listade i Catalogue of Life.